# Макайвер, Генри
Генри Рональд Дуглас Макайвер (англ. Henry Ronald Douglas MacIver; 25 декабря 1841—5 мая 1907) — американский военный, солдат-наёмник, проведший на полях сражений большую часть своей жизни и воевавший в общей сложности в армиях 18 различных государств.
Родился в семье потомков шотландских эмигрантов, до 10 лет жил в Вирджинии, после чего был отправлен к своему дяде, генералу Дональду Грэхэму, под руководством которого должен был окончить школу и начать тренироваться для поступления в Военную академию в Вест-Пойнте. Генерал Грэхэм оказал существенное влияние на молодого Макайвера и многому его научил, однако Генри в итоге решил не отправляться учиться в Вест-Пойнт, а предпочёл, несмотря на то, что тогда ему было всего 16 лет, вступить в частную армию Британской Ост-индской компании. В 1858 году он был в звании младшего офицера отправлен в Британскую Индию, где в то время шли сражения с восставшими сипаями. В своём первом сражении был тяжело ранен и едва не умер.
Вскоре после подавления восстания Макайвер покинул Индию и отправился в 1860 году воевать добровольцем в Италию на стороне Джузеппе Гарибальди, приняв участие, в частности, в мае 1860 года в звании лейтенанта в сражении при Калатафими, в котором потерпели поражение войска Неаполитанского королевства. После неудачных попыток взять Рим и ликвидировать Папскую область Макайвер покинул армию Гарибальди и уехал воевать в Испанию, где в то время шла очередная Карлистская война, поддержав претендента на испанский престол Карла. Затем непродолжительное время участвовал в составе испанской колониальной армии в экспедициях против повстанцев в Испанском Марокко.
Когда в 1861 году началась Гражданская война в США, Генри Макайвер уехал воевать на родину, вступив в армию Конфедерации. Хотя тогда ему было всего 20 лет, он считался уже опытным командиром. За время войны он служил под началом трёх известных генералов Конфедерации, Джексона, Стюарта и Смита, и был четырежды ранен. Получил известность случай, когда в конце войны Макайвер вызывал на поединок майора армии Союза Томлина и одолел его, перекинув через себя. После капитуляции Конфедерации Макайвер вместе с рядом других конфедератов бежал в Мексику, где вступил в армию французского узурпатора Максимилиана I, сражаясь против повстанцев, возглавлявшихся Бенито Хуаресом. Во время одного из походов на отряд Макайвера напали индейцы, разбившие его и захватившие Генри в плен. Он пробыл в заточении у индейцев три месяца, сумел бежать, переплыв реку Рио-Гранде. Затем сражался в Монтеррее и за свои военные успехи удостоен от Максимилиана графского титула и ордена.
Когда восстание Хуареса свергло режим Мексиканской империи, а Максимилиан был казнён, Макайвер бежал в Тампико, где сел на корабль и отправился в Южную Америку, а оттуда во Францию, где присоединился к армии Наполеона III и принял участие в боевых действиях в Египте, где впервые столкнулся с турками и познакомился с коптами. В битве при Орлеане был ранен. Впоследствии вернулся на американский континент и принял участие в Десятилетней войне на Кубе (на стороне повстанцев), также участвовал в вооружённых конфликтах в Бразилии и Аргентине. В 1869 году Макайвер отправился на Крит, где уже третий год шло восстание греческого населения против османских властей, воевал на стороне греков и активно призывал участвовавших в подавлении восстания египетских коптов присоединяться к христианам и дезертировать из турецкой армии.
После восстания, решив продолжить бороться против турок, Макайвер через албанские земли добрался до Черногории, где начал набирать отряд добровольцев для войны с турками. Вскоре он присоединился к разгоравшемуся восстанию в Герцеговине, где в звании полковника возглавлял своих добровольцев в боях в герцеговинских оврагах и вёл войну исключительно партизанскими методами. Тогда же он познакомился с Петром Мрконичем, будущим сербским королём. После Герцеговины Макайвер отправился в Лондон, чтобы набрать там добровольцев для кавалерии, и по приглашению князя Милана Обреновича сражаться в новой войне против турок.
По возвращении в Белград в 1876 году Макайвер основал кавалерийскую бригаду, которая стала известна как «Витязи Красного Креста». Его бригада состояла из 1500 всадников, до того уже участвовавших в боях за Моравец, а затем из приблизительно 2000. Наибольшую известность Макайвер получил во время боевых действий при Тимоке и у Моравы, где командовал сербско-русской кавалерией в боях в районе Алексинаца 28 до 30 сентября. Министр обороны Сербии Блазнавац вручил ему орден Таковского креста с одобрения российского генерала Черняева, под командованием которого тот находился под Делиградом. От Российской империи Макайвер получил золотую медаль за храбрость.
Война в Сербии, по некоторым оценкам, стала самым успешным конфликтом для Макайвера, поскольку там он дослужился до высшего воинского звания в своей карьере — бригадного генерала от кавалерии. Он стал популярной фигурой в роялистских кругах Сербии, Румынии и Греции и пользовался уважением народа. Однако в мирное время Макайвер, привыкший к войне, не пожелал оставаться в Сербии, поэтому покинул эту страну в 1878 году, вновь отправившись воевать по миру. Участвовал в очередном восстании на Кубе, в вооружённом конфликте в Испании, а в 1883 году организовал компанию для британской колонизации Новой Гвинеи и приступил к реализации этого плана, однако в 1884 году был вынужден от него отказаться после неудачной попытки получить на него одобрение со стороны графа Дерби.
Последние годы жизни провёл в Великобритании вместе с сыном и дочерью, зарабатывая на жизнь торговлей морепродуктами. В 1906 году нью-йоркский журналист Ричард Хардинг Дэвис включил его биографию в свою книгу «Настоящие солдаты удачи», представлявшую собой биографии шести самых известных наёмников XIX века.